# Senden (Bayern)

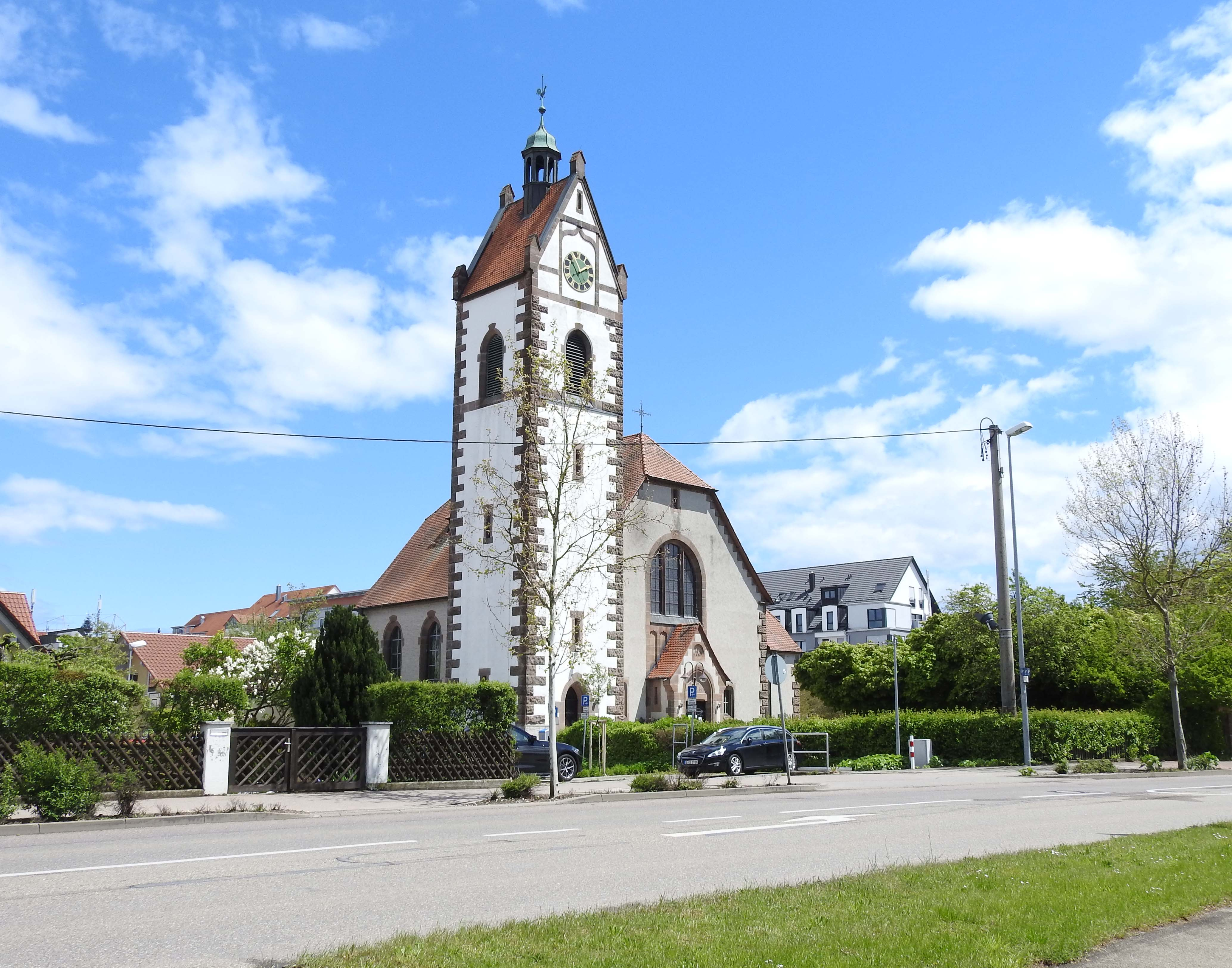
Auferstehungskirche in Senden

Senden ist eine Stadt im schwäbischen Landkreis Neu-Ulm und gehört zur Region Donau-Iller im bayerischen Mittelschwaben. Sie liegt 12 km südlich von Ulm und 45 km nördlich von Memmingen.

## Geografie

### Geografische Lage
Die Stadt liegt an der Iller und grenzt direkt an Baden-Württemberg. Zum westlich der Iller gelegenen Gemeindeteil Unterm Schloß führt die Straße ein kurzes Stück über das Gebiet der Nachbargemeinde Illerkirchberg, was diesen Gemeindeteil zu einer funktionalen Exklave macht. Nördlich und südlich des Stadtgebietes liegt mit dem Naturwald Auwälder der unteren Iller ein Großschutzgebiet für Auwälder.

### Stadtgliederung
Die Stadtgemeinde hat sieben Gemeindeteile (in Klammern ist der Siedlungstyp angegeben):
- Aufheim (Pfarrdorf)
- Ay an der Iller (Kirchdorf)
- Freudenegg (Siedlung)
- Hittistetten  (Kirchdorf)
- Senden (Hauptort)
- Witzighausen (Pfarrdorf)
- Wullenstetten (Pfarrdorf)

### Nachbargemeinden
Senden grenzt an die Gemeinden (im Uhrzeigersinn, von Norden beginnend): Neu-Ulm, Pfaffenhofen, Weißenhorn, Vöhringen und Illerkirchberg.

### Grundwasser
Anfang der 1990er Jahre wurde bekannt, dass Sendens Grundwasser stark verunreinigt ist. Hauptursache für die Verunreinigung ist die ehemalige Uhrenfabrik Senden. Jahrzehntelang sollen auf dem Firmengelände giftige Substanzen wie Cyanid und Kupferschlämme sowie mutmaßlich krebserregende, leichtflüchtige halogenierte Kohlenwasserstoffe ins Erdreich gegossen oder vergraben worden sein.
Im Jahre 1993 wurde die Uhrenfabrik geschlossen. Die Grundwasserverunreinigung hielt und hält jedoch weiterhin an, da die Quelle der Verunreinigungen nicht beseitigt wurde. Eine Bodensanierung wäre möglich. Der derzeitige Eigentümer des Areals der Uhrenfabrik weigert sich jedoch, die notwendigen Voruntersuchungen für ein vollständiges Grundwassermodell vornehmen zu lassen. Die Chemikalien sinken deshalb immer weiter ins Grundwasser ab.
Brunnenwasser soll in Senden nicht zum Gießen oder Reinigen von Gemüse und Obst verwendet werden. Auch zum Baden, Duschen, Befüllen von Planschbecken sowie zum Tränken von Nutztieren ist es nicht geeignet.

## Geschichte
Der Gemeindeteil Ay wurde im Jahr 1256 erstmals als Oy situm apud Kirchberg erwähnt. Seit dem Jahr 1507 hatten die Augsburger Fugger für fast dreihundert Jahre die Ortsherrschaft inne. Aufgrund des Friedensvertrages zu Preßburg im Dezember 1805 wurde Senden bayerisch.
Im Jahre 1862 erhielt Senden Anschluss an die Bahnlinie Neu-Ulm–Kempten. Dennoch zählte Senden zu Beginn des Ersten Weltkrieges nur 62 Häuser mit 308 Einwohnern. 1947, nur zwei Jahre nach dem Ende des Zweiten Weltkrieges, wurde die Uhrenfabrik Senden gegründet. Im Jahr 1955 wurde die Gemeinde Senden zum Markt nach bayerischem Gemeinderecht erhoben. Zwanzig Jahre später, am 7. Juni 1975 wurden Senden die Stadtrechte verliehen. Einige Jahre zuvor hatte sich der Markt Senden im Zuge der Gebietsreform in Bayern beträchtlich vergrößert: So wurden am 1. Juli 1970 die Gemeinden Hittistetten und Wullenstetten, am 1. Juli 1971 Ay an der Iller und am 1. Juli 1972 Witzighausen und der Gemeindeteil Freudenegg der Gemeinde Gerlenhofen eingegliedert. Aufheim folgte am 1. Januar 1978.
Im Jahr 1975 wurde das erste Möbelhaus von Möbel-Inhofer, heute der größte Arbeitgeber von Senden, eröffnet.

### Einwohnerentwicklung
Zwischen 1988 und 2019 wuchs die Gemeinde von 19.330 auf 22.529 um 3199 Einwohner bzw. um 16,5 %.

### Konfessionsstatistik
Derzeit (Stand Oktober 2018) sind von den Einwohnern 17,4 % evangelische Christen, 36,7 % Katholiken und mit 45,9 % mehrheitlich Sonstige (einer anderen bzw. keiner Konfession).

## Politik

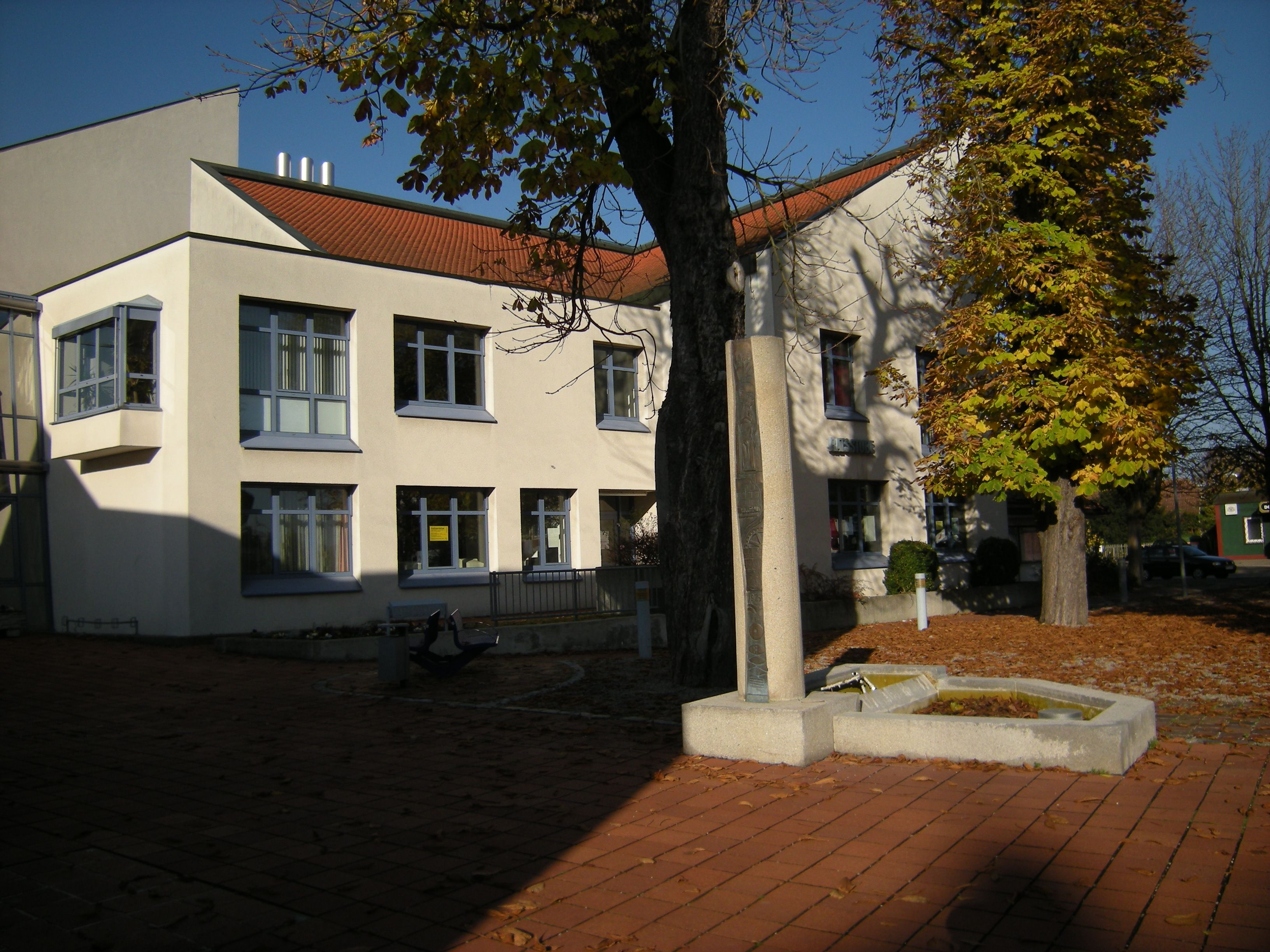
Rathaus Senden

### Stadtrat
Der Stadtrat gliedert sich nach den Kommunalwahlen 2020 folgendermaßen:
Die CSU hält 11, die Freie Wählergemeinschaft 5, die SPD 4, die Grünen 4, die BiSS (Bürgerinteressen Stadt Senden) 3, die Linke 1 und GfS (Gemeinsam für Senden) 2 Sitze.

### Bürgermeister
- 19??–1964: Franz Engelhart
- 1964–1989: Othmar Koch
- 1989–1996: Hans-Ulrich Schwarzmann
- 1996–2014: Kurt Baiker
- 2014–2020: Raphael Bögge
- seit 2020: Claudia Schäfer-Rudolf, CSU

### Wappen
| | Blasonierung: „In Gold unter einem erhöhten blauen Wellenbalken eine blaue heraldische Lilie.“ |
| Wappenbegründung: Der Wellenbalken deutet die geographische Lage an der Iller an, die Ortsgeschichte ist seit dem Mittelalter 300 Jahre mit der fuggerschen Herrschaft Kirchberg verbunden – dies kommt durch die Lilie zum Ausdruck. |                                                                                                |

### Städtepartnerschaft
Seit 1998 unterhält die Stadt Senden eine Städtepartnerschaft mit der italienischen Stadt Piove di Sacco (Provinz Padua).
Seit 1977 ist die Gemeinde Uffholtz im Elsass mit Aufheim und nach der Eingemeindung Aufheims 1978 mit der Stadt Senden partnerschaftlich verbunden.
Außerdem besteht seit 1975 eine freundschaftliche Verbindung mit der Gemeinde Senden in Westfalen (Kreis Coesfeld).

## Kultur und Sehenswürdigkeiten

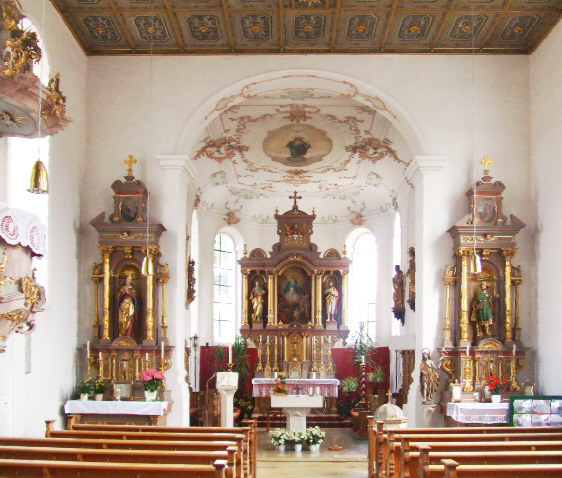
Inneres der Pfarrkirche in Aufheim

Kulturelle Veranstaltungen finden hauptsächlich im 2002 eröffneten Bürgerhaus statt.
Daneben tragen verschiedene gemeinnützige Vereine zum kulturellen Geschehen in den jeweiligen Gemeindeteilen bei.
Die städtische Musikschule beteiligt sich mit den verschiedensten Konzerten am kulturellen Geschehen.

### Bauwerke
- Rokokokapelle Maria Hilf, Ay[16]
- Wallfahrtskirche Mariä Geburt, Witzighausen
- Pfarrkirche St. Johannes Baptist, Aufheim
- Bürgerhaus (eröffnet 2002) mit einer 5600 Jahre alten Mooreiche sowie einem Sühnekreuz von 1320
- die St. Jodok-Kirche in Senden am alten Friedhof, die schon im 18. Jahrhundert erbaut wurde
- St. Josef der Arbeiter, Senden

## Wirtschaft und Infrastruktur

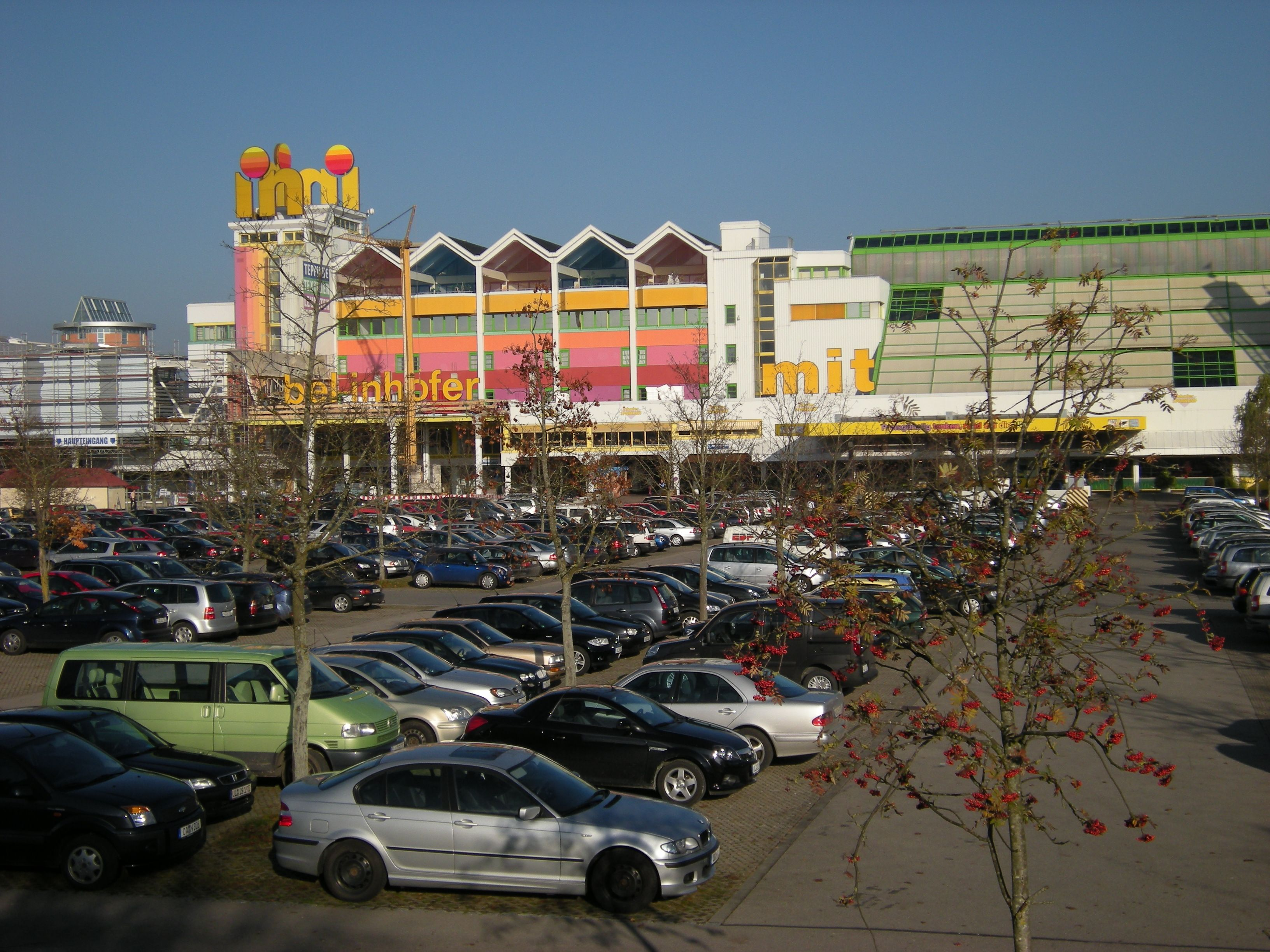
Möbel Inhofer im November 2008

In Senden ist der größte Arbeitgeber das nach eigenen Angaben größte Möbelhaus Europas, die Möbel Inhofer GmbH & Co. KG. Die ESTA Apparatebau GmbH & Co. KG stellt mit Peter Kulitz den Ulmer IHK-Präsidenten und dieser steht außerdem an der Spitze des Baden-Württembergischen Industrie- und Handelskammertags. Deloitte innoWake GmbH hat im IT-Tower zudem seine Produktentwicklung und Beratung für Anwendungsmodernisierungen in der Stadt. Weiterhin war die frühere Spinnerei und Weberei Senden-Ay sowie die Uhrenfabrik Senden GmbH angesiedelt.

## Verkehr

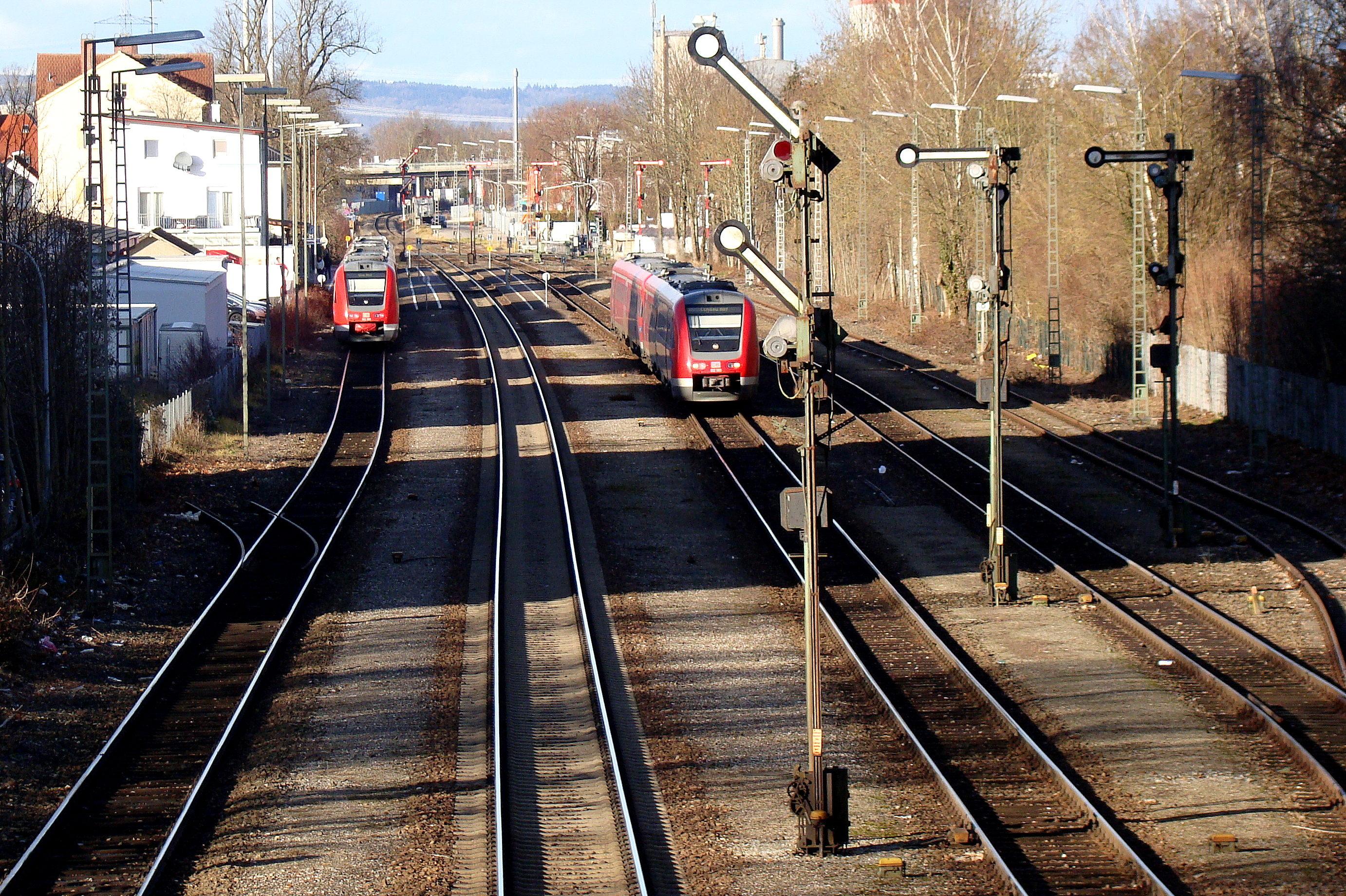
Bahnhof Senden (vor der Modernisierung) mit spitzer Zugkreuzung zweier Doppeltraktionen der Triebwagen Baureihe 612 auf der Linie Ulm-Oberstdorf/Lindau

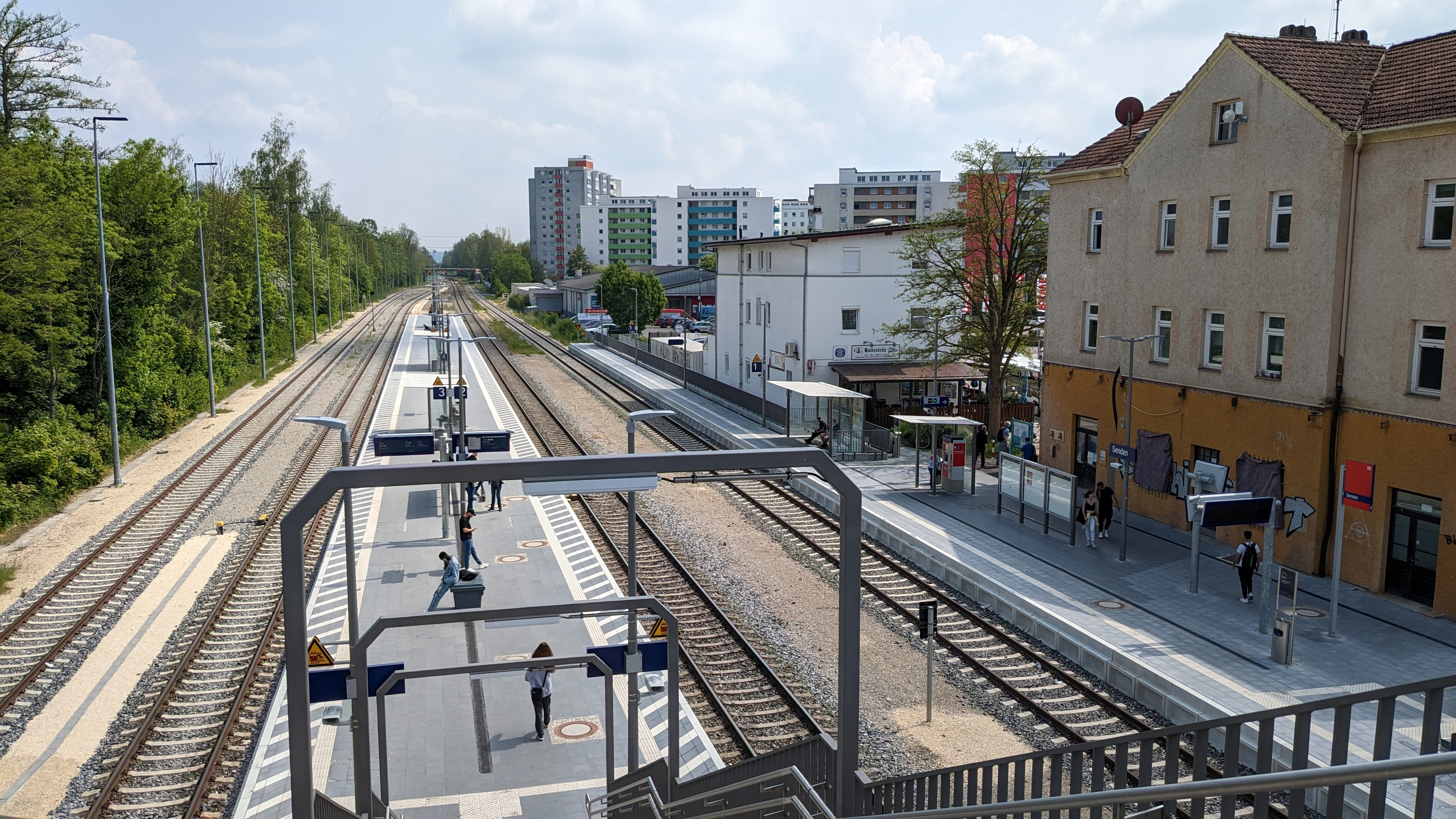
Bahnhof Senden nach dem Umbau im Jahr 2023

Die Bahnstrecke Neu-Ulm–Kempten, die so genannte Illertalbahn, teilt das Stadtgebiet. Mit ihr gibt es im Stundentakt Fahrtmöglichkeiten sowohl nach Ulm als auch nach Memmingen. In Senden zweigt die Bahnstrecke Senden–Weißenhorn ab, sie weist eine Länge von 9,6 km auf. Die Strecke wurde am 15. September 1878 eröffnet und band Weißenhorn an die Hauptstrecke Ulm–Memmingen an. Der seit Anfang der 1960er Jahre ausgedünnte Personenverkehr wurde 1966 eingestellt. Güterverkehr wurde auf der Strecke weiterhin betrieben. Seit Dezember 2013 wird diese Strecke wieder regelmäßig im SPNV im Stundentakt bedient, die Züge halten zusätzlich in den Sendener Stadtteilen Wullenstetten und Witzighausen. Seit Dezember 2020 verkehren die Züge unter dem Namen Regio-S-Bahn Donau-Iller als Linien RS 7 Und RS 71. In Tagesrandlage halten außerdem Züge der Regionalexpresslinie zwischen Ulm und Kempten:
| Linie                    | Strecke                                                                                             | Taktfrequenz                          |
| ------------------------ | --------------------------------------------------------------------------------------------------- | ------------------------------------- |
| RS 7                     | Ulm – Neu-Ulm – Senden – Illertissen – Memmingen                                                    | stündlich, Zusatzzüge bis Illertissen |
| RS 71                    | Ulm – Neu-Ulm – Senden – Weißenhorn                                                                 | stündlich                             |
| RE 75                    | Ulm – Neu-Ulm – Senden – Illertissen – Memmingen – Kempten (Allgäu) (– Oberstdorf / – Lindau Insel) | einzelne Züge                         |
| Stand: 11. Dezember 2022 | |                                       |

Der Bahnhof Senden wurde im zweiten Halbjahr 2022 für rund 10 Millionen Euro umfangreich modernisiert. Die Bahnsteige wurden erneuert und sind ab Sommer 2023 über einen neuen Steg auch barrierefrei mittels Aufzügen erreichbar. Im Zuge des Ausbaus der Illertalbahn soll ein neuer Haltepunkt Senden-Nord südlich der B 28-Unterführung eingerichtet werden.
Die Stadt gehört dem Donau-Iller-Nahverkehrsverbund an.
Das Stadtgebiet Senden wird in Nord-Süd-Richtung von der Staatsstraße 2031, der ehemaligen Bundesstraße 19, durchquert. Senden hat einen Anschluss an die als Autobahn ausgeschilderte Bundesstraße 28, die wiederum bei Hittistetten am gleichnamigen Autobahndreieck in die Bundesautobahn 7 mündet.
Senden liegt auch am Iller-Radweg, einem touristischen Radfernweg zwischen Ulm und Oberstdorf.

## Öffentliche Einrichtungen

### Bildungseinrichtungen
Im Stadtgebiet Senden befinden sich die vier Grundschulen Aufheim, Ay, Senden und Wullenstetten sowie die Mittelschule Senden. Die nächste Berufsfachschule ist die Städtische Wirtschaftsschule Senden. Zudem existiert die Lindenhofschule Senden, ein privates Förderzentrum mit dem Förderschwerpunkt geistige Entwicklung.

### Freizeit- und Sportanlagen
Im Stadtgebiet Senden gibt es unter anderem eine Eislaufanlage, ein See- und Hallenbad mit Physiotherapiepraxis und Sauna, verschiedene Badeseen und den Stadtpark mit Minigolf-Anlage, Kinderspielplatz und Kneipp-Anlage zum Wassertreten. In den ersten beiden Ferienwochen im Sommer findet die Stadtranderholung Senden, eine Kinderfreizeit auf dem Gelände der Mittelschule, statt (bis 2013 im Stadtpark).

## Persönlichkeiten
Söhne und Töchter der Stadt:
- Therese Studer (1862–1931), erste hauptamtliche Sekretärin der Katholischen Arbeitnehmer-Bewegung Süddeutschlands
- Wilhelm Otto Dietrich (1881–1964), Paläontologe
- Wilhelm Dreher (1892–1969), geboren in Ay a. d. Iller, Politiker (NSDAP), Reichstagsabgeordneter
- Hans Mayr (1921–2009), geboren in Freudenegg, deutscher Gewerkschafter und SPD-Landtagsabgeordneter
- Jennifer Sräga (* 2000), Golferin

Persönlichkeiten, die mit der Stadt verbunden sind:
- Georg Nickel (1950–2015), Grafikdesigner und Comiczeichner (Lurchi); lebte zuletzt in Senden

Ehrenbürgerschaften:
- Othmar Koch (verliehen 1989)[20]
- Erwin Rogg (verliehen 2007)[21]